# The Daleks’ Master Plan
The Daleks’ Master Plan (englische Aussprache: /ðe dɑːleks mɑːsterplæn/; dt. etwa: Der Masterplan der Daleks) ist der 21. Handlungsstrang der britischen Science-Fiction-Fernsehserie Doctor Who. Sie besteht aus insgesamt 12 Teilen (ohne das Prequel Mission To The Unknown), die zwischen dem 13. November 1965 und dem 29. Januar 1966 ausgestrahlt wurden. Damit ist sie bis dato die längste Doctor-Who-Episode, zählt man die 23. Staffel der Serie, The Trial Of A Time Lord (dt. Das Urteil), als vier einzelne Episoden. Zurzeit befinden sich nur die Episoden 2, 5 und 10 in Besitz der BBC, die anderen 9 gelten als verschollen, Episode 7 sogar als unwiderruflich, da die Masterbänder dieser Folge gelöscht wurden und auch keine Kopien für ausländische Sendeanstalten angefertigt wurden.

## Handlung
Im Jahr 4000 plant eine Alienrasse, genannt die Daleks, das Sonnensystem zu erobern. Dabei benutzen sie Waffen, die sogar im Stande sind, die Zeit selbst zu vernichten. Nur der Doctor und seine Begleiter können es schaffen, eine intergalaktische Katastrophe zu verhindern. Dazu müssen sie jedoch ihr Leben riskieren.

## Darsteller
- Kert Gantry: Brian Cant
- Bret Vyon: Nicholas Courtney
- Lizan: Pamela Greer
- Roald: Philip Anthony
- Mavic Chen: Kevin Stoney
- Interviewer: Michael Guest
- Stimmen der Daleks: Peter Hawkins, David Graham
- Daleks: Kevin Manser, Robert Jewell, Gerald Taylor, John Scott Martin, Jack Pitt
- Zephon: Julian Sherrier
- Trantis: Roy Evans
- Kirksen: Douglas Sheldon
- Bors: Dallas Cavell
- Garge: Geoffrey Cheshire
- Karlton: Maurice Browning
- Daxtar: Roger Avon
- Borkar: James Hall
- Froyn: Bill Meilen
- Rhynmal: John Herrington
- Wachtmeister: Clifford Earl
- Polizist: Norman Mitchell
- Polizist: Malcolm Rogers
- Detektiv: Keneth Thornett
- Mann im Regenmantel: Reg Pritchard
- Blossom Lefavre: Sheila Dunn
- Darcy Tranton: Leonard Grahame
- Steinberger P. Green: Royston Tickner
- Ingmar Knopf: Mark Ross
- Stellvertretender Regisseur: Conrad Monk
- Arabischer Scheich: David James
- Vampir: Paula Topham
- Clown: Robert G. Jewell
- Professor Webster: Albert Barrington
- Bühnenbildner: Buddy Windrush
- Kameramann: Steve Machin
- Der Meddling Monk: Peter Butterworth
- Trevor: Roger Brierley
- Scott: Bruce Wightman
- Khepren: Jeffrey Isaac
- Tuthmos: Derek Ware
- Hyksos: Walter Randall

## Einschaltquoten
1. The Nightmare Begins – 9,1 Millionen Zuschauer
2. Day Of Armageddon – 9,8 Mio. Zuschauer
3. Devil’s Planet – 10,3 Mio. Zuschauer
4. The Traitors – 9,5 Mio. Zuschauer
5. Counter Plot – 9,9 Mio. Zuschauer
6. Coronas Of The Sun – 9,1 Mio. Zuschauer
7. The Feast Of Steven – 7,9 Mio. Zuschauer
8. Volcano – 9,6 Mio. Zuschauer
9. Golden Death – 9,2 Mio. Zuschauer
10. Escape Switch – 9,5 Mio. Zuschauer
11. The Abandoned Planet – 9,8 Mio. Zuschauer
12. Destruction Of Time – 8,6 Mio. Zuschauer

## Veröffentlichungen

### Offizielle Veröffentlichungen der BBC
Die noch erhaltenen Episoden 2, 5 und 10 wurden zusammen mit einigen anderen Orphan Episodes auf der DVD-Box Lost In Time veröffentlicht.
Weiterhin gibt es die gesamte Episode als Hörbuch, mit dem Prequel und einem erzählenden Kommentar von Peter Purves, der in der Folge den Begleiter Steven darstellt, und in Buchform von John Peel.

### Inoffizielle Veröffentlichungen
Mehrere große Reconstruction-Teams, darunter Loose Cannon und die Masterplan Productions, haben die Episode auf verschiedenste Weise rekonstruiert und so wieder erlebbar gemacht.